# Red Poll

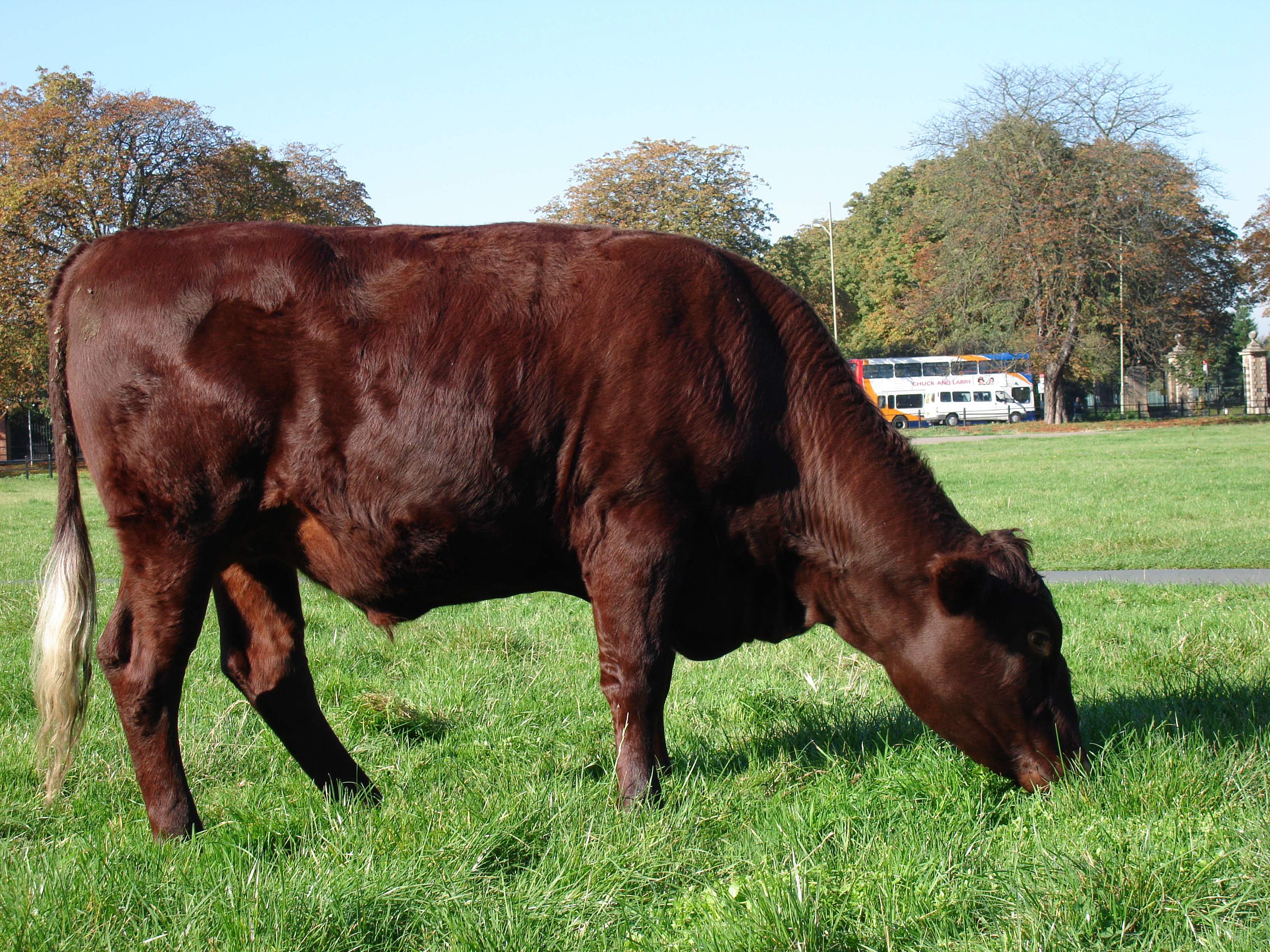
Red Poll in Cambridge auf dem Midsummer Common

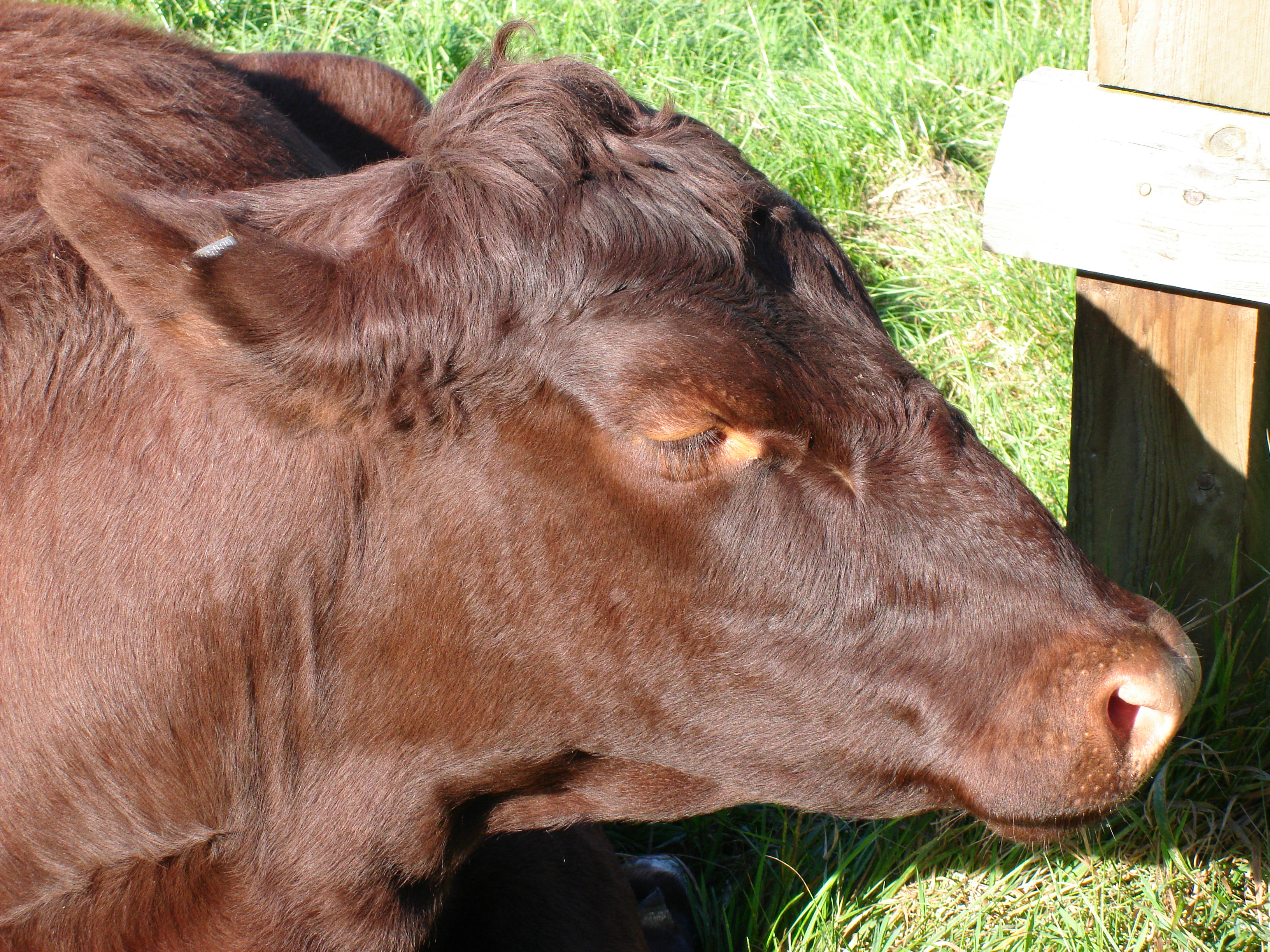
Großaufnahme des Kopfes des Red Poll Bullen Sid in Cambridge auf dem Midsummer Common (September 2007)

Das Red Poll (Rotes Hornloses Rind) ist eine Rinderrasse aus England. In Großbritannien steht die Rasse auf der Beobachtungsliste des britischen Rare Breeds Survival Trust, allerdings aktuell (2021) nicht mehr als gefährdet.
Es entstand zu Beginn des 19. Jahrhunderts, indem Norfolk Red und Suffolk Dun miteinander gekreuzt wurden. Red Polls sind hornlos (englisch: polled = hornlos), was auch die Suffolks auszeichnet. Norfolks besitzen Hörner; das Gen für Hornlosigkeit ist jedoch dominant.
Red Polls sind von tiefroter Farbe und besitzen gelegentlich einen weißen Schwanz. Sie sind eine Zweinutzungsrasse für Fleisch und Milch.